# Paris à tout prix
Paris à tout prix (Para Paris a Todo o Custo (título em Portugal) ou Paris a Qualquer Preço (título no Brasil)) é um filme de comédia francês realizado por Reem Kherici sobre Maya, uma estilista de origem marroquina em ascensão residente em Paris que é o obrigada a retornar a seu país origem após não renovar o visto. Estreou-se em França a 17 de julho de 2013, em Portugal foi exibido a 24 de julho no TVC3 e no Brasil foi lançado diretamente em vídeo em 27 de novembro de 2014.

## Elenco
- Reem Kherici como Maya
- Cécile Cassel como Alexandra
- Tarek Boudali como Tarek
- Philippe Lacheau como Firmin
- Shirley Bousquet como Emma
- Salim Kechiouche como Mehdi
- Stéphane Rousseau como Nicolas
- Joséphine Draï como Marine
- Mohamed Bastaoui como Pai da Maya
- Fatima Naji como Avó da Maya
- Nadia Kounda como Djalila
- Julien Arruti como Lucas
- Sibyl Buck como Victoria
- Pom Klementieff como Jess
- Frédéric Chau como Senhor Chan
- Hervé Roger como Polícia do centro de detenção
- Tony Saint Laurent como Sandro
- Pascal Boisson como Vigilante da casa de moda
- François-Xavier Demaison como Advogado
- Florence Foresti como Gigi
- Lionnel Astier como Cônsul de França em Marrocos

## Recepção
T'Cha Dunlevy, em sua crítica para o Montreal Gazette avaliou com uma nota 2,5/5 dizendo que os "clichês abundam e as risadas em voz alta são poucas e raras."